# Las arenas del tiempo
Las arenas del tiempo (en inglés The Sands of Time) es una novela del estadounidense Sidney Sheldon, escrita en 1988. 
El coronel Acoca es un represor español con un pasado tormentoso que quiere aplacar la revolución vasca y manda a saquear los conventos de monjas para comprobar de que allí no los esconden. En eso cuatro monjas logran huir de su convento, una vez que los hombres de Acoca lo atacan salvajemente. Jaime Miró, el guerrillero líder de la revolución, encuentra a las monjas y decide llevarlas consigo para sacarlas del país. Ellas y la tropa de Miró se encuentran corriendo constantemente con los hombres de Acoca pisándoles los talones, y la huida hacia Francia se hace difícil de alcanzar.
- Datos: Q2625671